# مکس دیوانه (فیلم)
مکس دیوانه (انگلیسی: Mad Max) فیلمی در ژانر اکشن و علمی–تخیلی به کارگردانی جرج میلر است که در سال ۱۹۷۹ منتشر شد. مل گیبسون بازیگر اصلی این فیلم است. فیلم‌های مکس دیوانه ۲ و مکس دیوانه: در آن سوی تاندردوم نیز به بازیگری میل گیبسون در سال ۱۹۸۱ و ۱۹۸۵ ساخته شده‌است.

## خلاصه داستان
در آینده‌ای تاریک و نزدیک در استرالیا، کمبود شدید سوخت و نابودی محیط زیست باعث فروپاشی نظم اجتماعی شده است. در این شرایط آشفته، گروهی موتورسوار خشن به رهبری توکاتر و بوبا زانتی به وحشی‌گری مشغول هستند.
ماجرا با کرافورد مونتازانو، معروف به نایت‌رایدر، آغاز می‌شود که یکی از اعضای دیوانه این گروه است. او یک افسر پلیس تازه‌کار را می‌کشد و با خودرویی ویژه فرار می‌کند. مکس راکاتانسکی، بهترین شکارچی نیروی پلیس، پس از تعقیبی نفس‌گیر موفق می‌شود نایت‌رایدر را متوقف کند.
مکس که از کار خود خسته شده، قصد استعفا دارد اما مافوق‌هایش با اهدای یک خودروی پلیس ویژه مدل V8 سوپرشارژ سعی می‌کنند او را نگه دارند. در همین حال، گروه موتورسواران به فعالیت‌های خشونت‌آمیز خود ادامه می‌دهند. آنها یکی از اعضای گروه به نام جانی د بوآ را که توسط مکس و همکارش گوس دستگیر شده بود، آزاد می‌کنند.
جانی برای انتقام، موتورسیکلت گوس را دستکاری می‌کند که منجر به مرگ دردناک او می‌شود. مکس که برای استراحت به همراه همسرش جسی و پسر کوچکش به سفر رفته بود، ناخواسته مورد حمله گروه قرار می‌گیرد. در صحنه‌ای تکان‌دهنده، گروه عمداً با موتورسیکلت‌هایشان به جسی و فرزندش می‌زنند که باعث مرگ کودک و کما رفتن همسر مکس می‌شود.
این اتفاق مکس را به تلافی‌جویی خونین وامی‌دارد. او با خودروی پلیس خود به شکلی بی‌پروا به دنبال انتقام می‌رود. یکی پس از دیگری اعضای گروه را از بین می‌برد: بوبا زانتی را با شاتگان می‌کشد، توکاتر را به زیر کامیونی می‌اندازد، و جانی را با روشی خلاقانه مجازات می‌کند - او را با زنجیر به خودرویی می‌بندد و با یک فتیله آتشین او را در موقعیتی قرار می‌دهد که مجبور به انتخاب بین بریدن زنجیر یا پای خود باشد.
فیلم با تصویر مکس که از صحنه انفجار دور می‌شود به پایان می‌رسد، صحنه‌ای که به نمادی از فروپاشی انسانیت در جهانی پسا آخرالزمانی تبدیل شده است. این فیلم با بودجه‌ای اندک ساخته شد اما به دلیل صحنه‌های خشن و تعقیب‌های نفس‌گیرش به اثری ماندگار در سینما تبدیل شد و شخصیت مکس راکاتانسکی را به یکی از نمادهای سینمای اکشن استرالیا بدل کرد.

## بازیگران
- مل گیبسون در نقش مکس راکاتانسکی، یک افسر گشت نیروی اصلی
- جوآن ساموئل در نقش جسی راکاتانسکی، همسر مکس
- هیو کیز-برن در نقش توکاتر، یک رهبر باند موتورسیکلت و آنتاگونیست اصلی فیلم
- استیو بیزلی در نقش جیم «گوس» رینز، یکی از اعضای واحد موتورسیکلت گشت نیروی اصلی
- تیم برنز در نقش جانی پسره، عضو جوان باند توکاتر
- راجر وورد در نقش فرد «فیفی» مکفی، کاپیتان گشت نیروی اصلی مکس
- جف پری (بازیگر استرالیایی) در نقش بابا زانتی، نفر دوم توکاتر
- جاناتان هاردی در نقش کمیسر پلیس لاباتوش، کارمند دولتی که برگشت نیروی اصلی نظارت دارد
- برندن هیث در نقش اسپروگ راکاتانسکی، پسر شیرخوار مکس و جسی
- شیلا فلورانس در نقش می سویزی، دوست قدیمی مکس
- جان لی در نقش چارلی، افسر مذهبی نیروی اصلی گشت
- استیو میلیشامپ در نقش روپ، شریک گشت چارلی
- وینسنت گیل در نقش کرافورد «نایت‌رایدر» مونتازانو، یکی از اعضای باند توکاتر
- لولو پینکوس در نقش دختر نایت‌رایدر
- کارن مورگلد در نقش پخش کننده رادیو (ذکرنشده)
- رگ ایوانز در نقش رئیس ایستگاه